# Bartolomeo Aymo
Bartolomeo Aymo o Bartolomeo Aimo (Carignano, província de Torí, 25 de setembre de 1889 – Torí, 11 de desembre de 1970) és un ciclista italià que fou professional entre 1919 i 1930. Va destacar en curses per etapes. Va participar set vegades al Giro d'Itàlia entre 1919 i 1928, guanyant quatre etapes i acabant quatre vegades al podi. Al Tour de França va guanyar dues etapes i acabà dues vegades tercer i una quarta.

## Palmarès
- 1919
  - 1r a la Nàpols-Potenza
- 1920
  - 1r del Giro dels Alps Apuans
  - Guanyador de dues etapes al Giro dels Tres Mars
- 1922
  - Vencedor de 2 etapes al Giro d'Itàlia
- 1923
  - 1r al Giro del Piemont
  - Vencedor d'una etapa al Giro d'Itàlia
- 1924
  - 1r al Giro de la província de Milà, amb Giovanni Brunero
  - Vencedor d'una etapa al Giro d'Itàlia
- 1925
  - Vencedor d'una etapa al Tour de França
- 1926
  - Vencedor d'una etapa al Tour de França

### Resultats al Giro d'Itàlia
- 1919. Abandona
- 1920. Abandona
- 1921. 3r a la classificació general
- 1922. 2n a la classificació general i vencedor de dues etapes
- 1923. 3r a la classificació general i vencedor d'una etapa
- 1924. Abandona. Vencedor d'una etapa
- 1928. 3r a la classificació general

### Resultats al Tour de França
- 1924. 4t a la classificació general
- 1925. 3r a la classificació general i vencedor d'una etapa
- 1926. 3r a la classificació general i vencedor d'una etapa